# Casa di Anna Frank
La casa di Anna Frank (Anne Frank Huis) è una casa-museo di Amsterdam, allestita a partire dal 1960 ai nr. 263-265 di Prinsengracht, ovvero in quella che fu in parte l'abitazione (situata al nr. 263) dove rimasero nascosti per due anni (dal 1942 al 1944) la giovane ebrea tedesca Anna Frank e la sua famiglia, assieme ai Van Daan, durante l'occupazione nazista nei Paesi Bassi. L'abitazione è soprannominata "l'alloggio segreto" (Achterhuis, letteralmente "retrocasa" dall'olandese).
Nel museo vengono mostrate le stanze. 
Nella stanza appartenuta ad Anna Frank, si trovano appese le foto di attrici famose collezionate dalla ragazza.

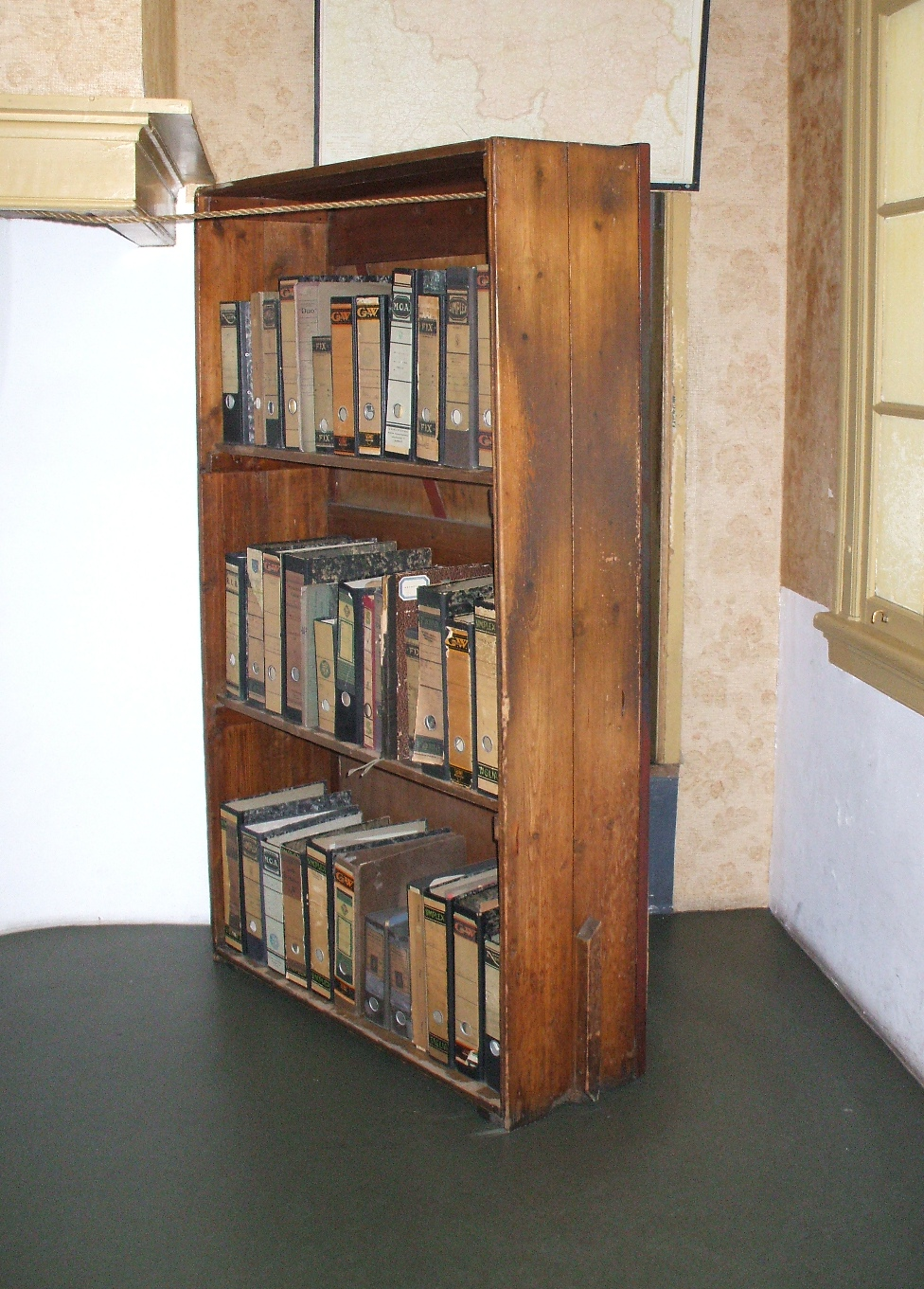
La libreria che celava l'accesso del nascondiglio.

## Ubicazione
L'edificio si trova lungo il canale Prinsengracht (“Canale del principe”), quartiere di Jordaan, nella cosiddetta “Cerchia dei Canali Ovest”, vicino alla Westerkerk e alla Huis met de Hoofden.

## Storia
L'edificio appartiene alla Anne Frank Stichting ("Fondazione Anna Frank") – da non confondere con la Fondazione Anna Frank di Basilea –, che lo acquistò nel 1957. Il museo venne aperto il 3 maggio 1960.
Nel 1970, il museo venne chiuso per alcuni mesi per lavori di ristrutturazione, in modo da permettere di accogliere il sempre più crescente numero di visitatori, con l'introduzione di un itinerario a senso unico. Inoltre problemi finanziari imposero l'introduzione anche di un prezzo d'ingresso.
Il 1995 vide una nuova radicale opera di ristrutturazione e restauro della casa, che si concluse diversi anni dopo. Il 28 settembre 1999 venne inaugurato con la presenza della regina Beatrice il nuovo museo ampliato.
Il museo è arrivato ad accogliere circa 1.300.000 visitatori nel 2019.